# Leccionario 338
Leccionario 338 (Gregory-Aland), designado por la sigla ℓ 338 (en la Númeracion Gregoriana) es un manuscrito griego del Nuevo Testamento, escrito en pergamino. Paleografía fue un término asignado al décimo-siglo. El manuscrito no sobrevivió en su edición completa.

## Descripción
El código original contiene lecciones de los Evangelios  (Evangelistarium) con el manuscrito Laguna (Filología) en 157 hojas de pergamino. Las hojas están medidas en (20.1 cm by 15.5 cm).
El texto está escrito en su totalidad en la Caligrafía uncial del Griego, en dos columnas por página y 22 líneas por página. Es un palimpsesto, el texto superior contiene escritos de Crisóstomo. Está escrito por primera vez en un guion minúsculo.
El código contiene lecciones de evangelios de lunes a viernes de Pascua hasta Pentecostés , los sábados y domingos contiene lecciones de evangelios para otras semanas.

## Historia
Escribano y Gregoriano fecharon el manuscrito para el décimo siglo. El manuscrito esta presentemente asignado por el INTF al décimo siglo.
En 1872 fue comprado por el Museo Británico.
El manuscrito fue añadido a la lista del los manuscritos del Nuevo Testamento por Scrivener (499e) y Gregory (number 338e). Los gregorianos lo vieron en 1883.
Actualmente el código está alojado en la La Biblioteca Británica (Burney 408) en Londres.
El fragmento no está citado en ediciones críticas del Nuevo Testamento (UBS4, NA27).